# تشارلز إتش. سايكس
تشارلز إتش. سايكس هو سياسي أمريكي، ولد في 11 يناير 1881، وتوفي في 1 ديسمبر 1966. انتخب عضو جمعية ولاية ويسكونسن ‏.